# Skrwilno
Skrwilno è un comune rurale polacco del distretto di Rypin, nel voivodato della Cuiavia-Pomerania.
Ricopre una superficie di 124,35 km² e nel 2004 contava 6 126 abitanti.